# Heliport Skúvoy
Heliport Skúvoy – heliport zlokalizowany na wyspie Skúvoy, na Wyspach Owczych.